# Leitch-Massiv
Das Leitch-Massiv ist ein Massiv, das den nördlichen Teil der West Quartzite Range in den Concord Mountains im Nordwesten des ostantarktischen Viktorialands bildet.
Die Nordgruppe der New Zealand Federated Mountain Clubs Antarctic Expedition (1962–1963) benannte das Massiv nach dem Geologen Evan C. Leitch, einem Teilnehmer dieser Expedition.